# Coptomia cinctiventris
Coptomia cinctiventris är en skalbaggsart som beskrevs av Leon Fairmaire 1903. Coptomia cinctiventris ingår i släktet Coptomia och familjen Cetoniidae. Inga underarter finns listade i Catalogue of Life.